# 安溪寮 (嘉義縣)
安溪寮，原寫為安溪藔，是臺灣嘉義縣義竹鄉的一個傳統地域名稱，位於該鄉中部略偏西。相較於今日行政區，其範圍大致為平溪村不含東北部凸出部分及中部沿伸至東南部邊界地帶、後鎮村南端、北華村東部、新店村北部東側凸出部分。

## 歷史
台灣日治初期，安溪寮地區為一街庄，稱為「安溪藔庄」，隸屬於龍蛟潭堡。該庄昔日北與後鎮庄、龍蛟潭庄為鄰，東與埤仔頭庄為鄰，南邊為新店庄，西邊為北港仔庄。
1901年（日治明治三十四年）11月11日，全台廢縣廳改設二十廳，該庄隸屬於鹽水港廳。1904年（明治三十七年）4月1日，該庄編入「頭竹圍區」，隸屬於鹽水港廳。1906年（明治三十九年）4月1日，鹽水港廳內轄區調整，該庄改隸屬於「東後藔區」。1909年（明治四十二年）10月25日，全台合併二十廳為十二廳，東後藔區改隸屬於嘉義廳。1920年（大正九年）10月1日，全台地方制度大改正，廢十二廳改設五州二廳，該庄改制並雅化為「安溪寮」大字，隸屬於臺南州東石郡義竹庄。
戰後義竹庄改制為義竹鄉，隸屬於臺南縣，大字亦改制為村。1950年10月25日，雲、嘉、南分治，義竹鄉改隸屬嘉義縣。

## 聚落
本地區發展較早的聚落為安溪藔仔、槺榔港等，在日治期初期的官方地圖上已有記載。

## 交通
鄉道嘉25線是東後寮至北港仔的道路，經過本地區主聚落。
鄉道嘉26線是北港仔至義竹的道路，經過本地區槺榔港聚落。

## 學校
- 東華國小